# George Grabowicz
George Gregory Grabowicz (en ucraniano: Григорій Юлійович Грабович; 12 de octubre de 1943, Cracovia, Gobierno General) es un crítico literario ucraniano y estadounidense y profesor en el Departamento de Literatura ucraniana, tanto en el Instituto de Investigación Ucraniana de Harvard, como en el Centro Davis para Estudios Rusos y Euroasiaticos. Es fundador, y ha sido editor en jefe desde 1997, de la revista Krytyka. Su investigación engloba la historia de la literatura ucraniana, polaca y rusa, y cómo se relacionan entre sí. Su investigación se focaliza en los escritores Tarás Shevchenko and Pavlo Tychyna. Entre 2012 y 2018, fue el presidente de Sociedad Científica Shevchenko en los Estados Unidos. Fue el presidente y uno de los fundadores  de la Asosciación Internacional de Estudios Ucranianos.

## Premios
- Doctor honorario de la Universidad Nacional Tarás Shevchenko de Kiev (1997)
- Orden "For Intellectual Courage" (Por el Valor intellectual) (2004)
- Premio Antonovych (2008)
- Premio Nacional Shevchenko (2022)

## Enlaces
- Página web de G. Grabowicz en la Universidad de Harvard
- G. Grabowicz en la Enciclopedia del Internet de Ucrania
- Un Bosquejo Bibliográfico de G. Grabowicz